# Nelly
Cornell Iral Haynes, Jr. (sinh 2 tháng 11 năm 1974), nổi tiếng với nghệ danh Nelly, là một nghệ sĩ thu âm, diễn viên và doanh nhân người Mỹ. Anh đã đoạt 3 giải Grammy trong số 12 đề cử. RIAA xếp hạng Nelly là một trong những nghệ sĩ nam bán đĩa chạy nhất trong lịch sử âm nhạc Hoa Kỳ, với 21 triệu bản album được tiêu thụ tại quốc gia này. Ngày 11 tháng 12 năm 2009, Nelly được Billboard xếp thứ 3 trong top các nghệ sĩ của thập niên 2000.